# Cremnos
Cremnos (en grec antic: Κρημνοί) fou un assentament de l'antiga Grècia fundat el segle vii aC a la riba de la llacuna Meòtida. Les seves restes es troben al barri de Kámennaya Iéstnitsa de Taganrog, a l'óblast de Rostov de Rússia. L'esmenta Heròdot, i és la colònia grega més septentrional i una de les més primerenques conegudes a la zona.

## Excavacions
Quan el 1930 es realitzaren obres de conducció del col·lector de Taganrog i s'hi descobriren fragments de ceràmica grega antiga, se sospità que a la rodalia de la ciutat hi havia un jaciment grec. En aquest moment no s'hi feren excavacions, sinó a la dècada de 1960, quan un grup d'arqueòlegs de Moscou, sota la direcció del professor Vladímir Blavatski, tractà de trobar-ne rastres a la costa de la mar d'Azov sense succés.
La cooperació entre arqueòlegs russos i alemanys començà al 1994, quan els arqueòlegs de Rostov del Don P. A. Larenok i V. P. Kopylov publicaren un catàleg de troballes arqueològiques de la costa nord del golf de Taganrog. La mar portava a la riba una gran quantitat de trossos de ceràmica i altres proves de la presència de l'antiga colònia. En particular s'hi trobaren fragments de ceràmica grega jònica d'una antiguitat de finals del segle vii aC i inicis del VI aC.
Com explica Pavel Larenok, la història de la mar d'Azov és molt complexa; geològicament tota la regió de Rostov era un fons de mar, tret de la serralada de Donets. 40 mil anys enrere, la mar d'Azov no existia, sinó que era part de la vall de l'antic riu Don, que desembocava a la mar Negra per l'estret de Kertx, i a poc a poc es va anar formant la mar actual. Quan els grecs hi arribaren el nivell del mar era entre tres i set metres més baix, i s'establiren no al golf de Taganrog, sinó en els pantans del delta del Don.
Gràcies a la cooperació econòmica de la comunitat d'arqueòlegs alemanys, el 2004 s'iniciaren, als peus de Kámennaya Iésnitsa, excavacions a gran escala. Hi arribaren Ortwin Dally, de la Universitat Lliure de Berlín i l'especialista en història antiga Torsten Shunke. Per part russa hi participaren Pavel Larenok i Serguéi Miachin. Trobaren l'emplaçament de la colònia i un taller de fosa de bronze, on realitzaven puntes de sageta per als escites. La colònia es fundà en un lloc prèviament habitat, i estigué habitada durant aproximadament un segle.
Al març de 2011 el professor Dally presentà l'informe sobre els resultats del treball de l'expedició arqueològica germanorussa en una conferència científica en l'Acadèmia Russa de Ciències. Segons els arqueòlegs, la colònia havia sorgit al segle vii aC i estava poblada per colons sobretot procedents del nord de Jònia. No s'han descobert restes d'edificis públics o àgora, per la qual cosa l'assentament no devia ser una colònia de ple dret grega sinó un lloc comercial o empori com ho fou en el seu moment, per exemple, Massàlia. D'acord amb l'investigador, a la ciutat habitava població grega i també local, com es dedueix de les restes de ceràmica trobades.
En les excavacions s'identificaren també nivells culturals pertanyents a l'època dels khàzars (al voltant del segle viii) i dels segles xii i xiv, quan les galeres venecianes i genoveses comerciaven a la zona.